# Lakarobius
Lakarobius is een geslacht van spinnen uit de familie springspinnen (Salticidae).

## Soorten
De volgende soorten zijn bij het geslacht ingedeeld:
- Lakarobius alboniger Berry, Beatty & Prószyński, 1998